# Etadžima
Etadžima (japonsky: 江田島) je japonský ostrov ležící v Hirošimské zátoce v jihozápadní části prefektury Hirošima. Ostrov je vzdálený asi 7 km od hlavního města prefektury Hirošima. Etadžima je dvěma mosty spojena s významným městem Kure, které je vzdálené asi 6 km.
1. listopadu 2004 se čtyři města na ostrově spojila do jediného pod názvem Etadžima.
Na ostrově byla od roku 1888 umístěna Japonská císařská námořní akademie (海軍兵学校, Kaigun Heigakkó). Zavřena byla v roce 1945.